# Pignola (olivo)
La pignola, nel finalese ligure nota come feina (da feìn - feglino), è una varietà di oliva tardiva, piccola e di colore nero. Già nota con tale nome nell'Ottocento.
La produzione è tipica di Arnasco - valle Arroscia, da cui una altro nome della cultivar. L'olio ottenuto ha un retrogusto che ricorda il pinolo e leggermente amarognolo: il fruttato è più intenso delle altre varietà della zona. L'albero di pignolo, è di dimensione inferiore alla Taggiasca, cultivar diventato in Liguria predominante.
Il frutto è piuttosto piccolo, tondeggiante, di colore nero.
La maturazione è tendenzialmente tardiva e la polpa del frutto risulta consistente.
Pur essendo una varietà diffusa soprattutto nel Ponente ligure, le olive Pignola sono espressamente indicate nel disciplinare del D.O.P Riviera Ligure con la denominazione aggiuntiva Riviera di Levante.